# Sulzer-Hochhaus
Das Sulzer-Hochhaus (zwischenzeitlich auch Wintower) ist ein zwischen 1962 und 1966 von der Sulzer AG erbautes Hochhaus in Winterthur. Es war für einige Jahre das höchste Hochhaus der Schweiz und ist seit jeher Wahrzeichen für Höhen und Tiefen des Wirtschaftsstandorts Winterthur.

## Lage
Das Sulzer-Hochhaus liegt im Quartier Neuwiesen der Stadt Winterthur auf einer freien Fläche westlich der Neuwiesenstrasse. Das Gebäude wird im Nordosten begrenzt durch die zum Hochhaus gehörende Parkanlage mit Wasserbecken sowie die dahinter liegende Schützenstrasse. Im Nordwesten befindet sich in unmittelbarer Nähe das Stadion Schützenwiese, im Westen die Eulach.
Der Bahnhof Winterthur sowie die Altstadt liegen wenige Gehminuten östlich des Hochhauses. Aufgrund des Baustils ist das Gebäude zweifelsohne das markanteste Gebäude des Quartiers und als eines der höchsten Häuser der Schweiz auch ein Wahrzeichen von Winterthur.

## Geschichte
Das Sulzer-Hochhaus wurde zwischen 1962 und 1966 für die Sulzer AG nach Plänen der Basler Architekten Suter & Suter erbaut. Die heute unter Denkmalschutz stehenden Außenanlagen plante der Züricher Gartenarchitekt Ernst Cramer. Das Gebäude mit 26 Stockwerken und 92,40 Metern Höhe war bis zur Fertigstellung der Überbauung Hardau in Zürich 1978 (höchstes Gebäude 93 m bzw. 95,4 m je nach Quelle) das höchste Hochhaus der Schweiz. Erst mit dem Messeturm Basel 2003 wuchs in der Schweiz ein deutlich höheres Hochhaus heran.

„Nun steht er da, als ausgewachsener Riese, ist nicht mehr wegzudenken. Schau nicht dran auf, du wirst den Hals verrenken. […] Wir Winterthurer sind die allerhöchsten!“

Der Bau erregte schweizweit grosses Interesse und stand für den Aufbruch Winterthurs in die moderne Zeit. Ursprünglich war die Überbauung sogar als Doppelhochhaus vorgesehen, die dazu gekaufte Parzelle nebenan wurde jedoch nie für ein zweites Hochhaus verwendet. Später wurden darauf die bis heute bestehenden Mehrfamilienhäuser errichtet.
Das Sulzer-Hochhaus diente nach seiner Fertigstellung für rund 40 Jahre als Hauptsitz des Industriekonzerns Sulzer AG. Mit den Veränderungen im Sulzer-Konzern wurde es in den 1990er-Jahren überflüssig und stand fortan mit Ausnahme von etagenweisen Vermietungen leer. Es wurde in der Folge zum Symbol des Niedergangs der Industrie in der Stadt Winterthur. Am 31. Dezember 1998 erwarb die Wintower Immobilien AG das Gebäude. Als alleiniger Aktionär der Gesellschaft fungiert die Stiftung für Kunst, Kultur und Geschichte von Bruno Stefanini. Der Kaufpreis betrug lediglich den Grundstückspreis abzüglich allfälliger Abrisskosten.
In den Folgejahren wurde der bereits schlechte bauliche Zustand des Hochhauses noch schlechter. Ab 2002 stand das Gebäude komplett leer. Aus Protest gegen die «Luxussanierung von Wohnraum» besetzten rund 200 Personen das Gebäude in der Nacht auf den 28. Februar 2004. Dabei wurde ein grosser Teil der Inneneinrichtung beschädigt. Für Unruhe sorgte im Mai 2005 ein gefälschtes Flugblatt, welches die bevorstehende Sprengung des Sulzer-Hochhauses ankündigte.
Ab Frühjahr 2005 wurde das Gebäude schliesslich umfassend saniert. Dabei wurde Asbest entfernt, die Haustechnik erneuert, eine Verbesserung der Wärmedämmung vorgenommen sowie Fenster und Aufzüge ersetzt. Die neue Führung der Aufzüge ins oberste Stockwerk bedingte den Aufbau des Daches. Das Hochhaus mit 24 Obergeschossen wurde um ein Vollgeschoss (25. OG) und neue Dachaufbauten aufgestockt. Entsprechend wurde das Gebäude auf 99,7 Meter erhöht. Die Umbaukosten beliefen sich auf 30 bis 40 Millionen Franken.
Die Büroflächen wurden daraufhin für den finnischen Konzern Wärtsilä freigehalten, der aber nie einzog. Am 17. Oktober 2012 wurde bekannt, dass die Sulzer AG die obersten 14 Stockwerke als Büroflächen für den Hauptsitz mietete. Sulzer zog mit rund 360 Angestellten im Oktober 2013 ein. Stand 2019 sind die unteren Etagen noch immer leer, die oberen an diverse Mieter, unter anderem die Sulzer AG, vermietet.
Am 1. April 2019 kündigte die Lokalzeitung Der Landbote als Aprilscherz an, dass das Hochhaus als Fan-Hotel genutzt werden solle, da der FC Winterthur mit dem FC Barcelona einen Partnervertrag abgeschlossen habe. Der FC Barcelona hat tatsächlich Wurzeln in Winterthur, der Fussballclub wurde vom Winterthurer Geschäftsmann Joan Gamper gegründet.

## Galerie

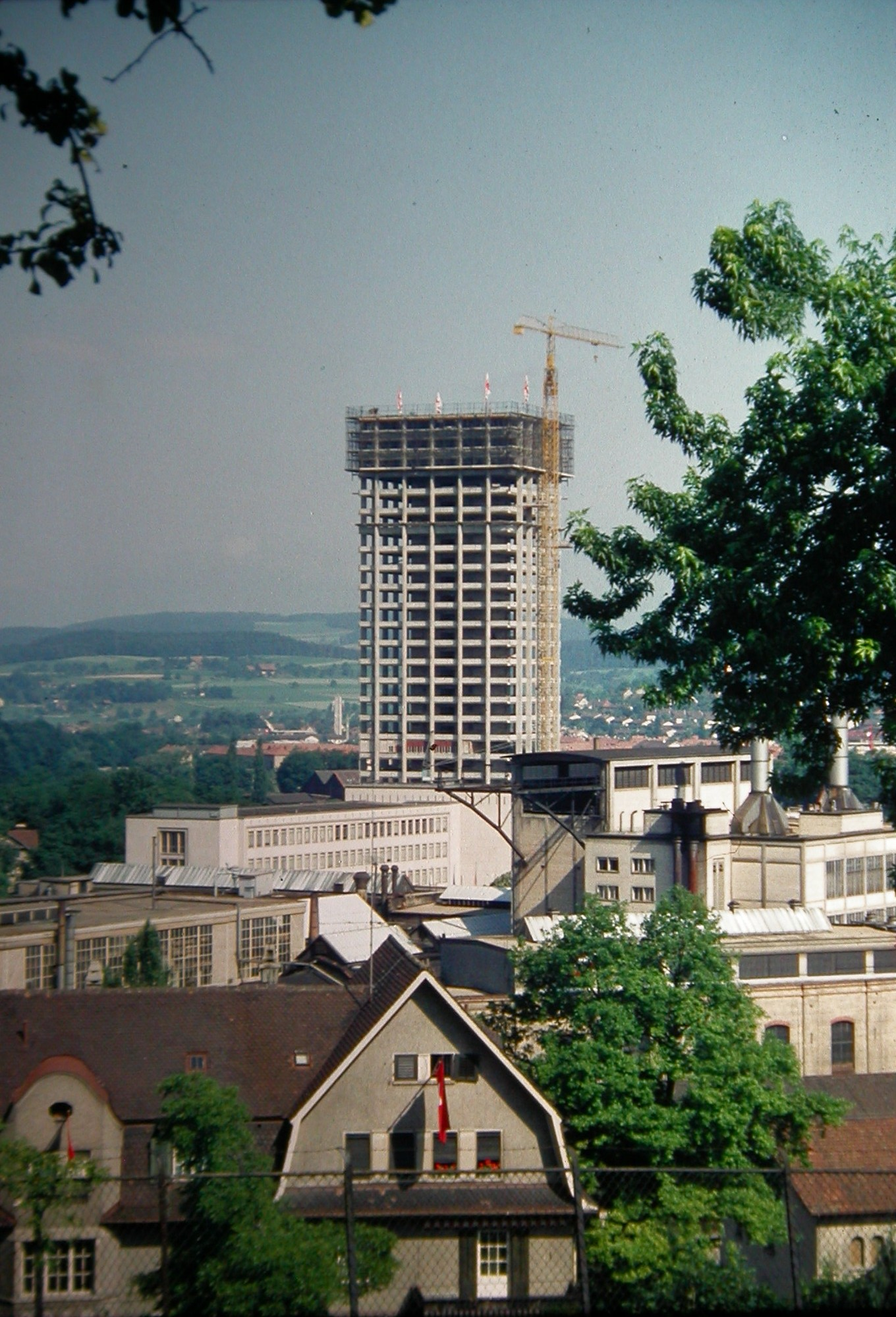
Sulzer-Hochhaus im Bau (1964)
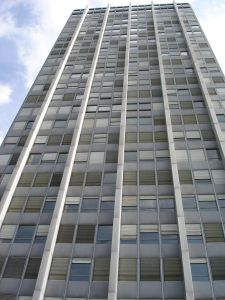
Froschansicht vor der Renovation (2005)
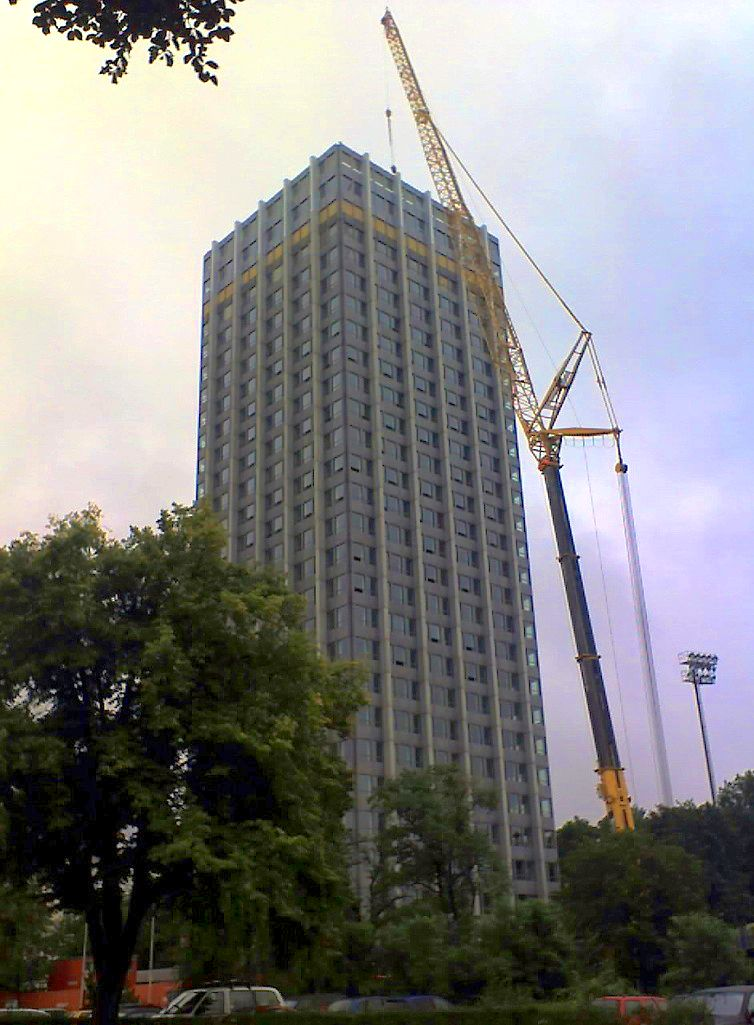
Aufstockung des Gebäudes (2007)
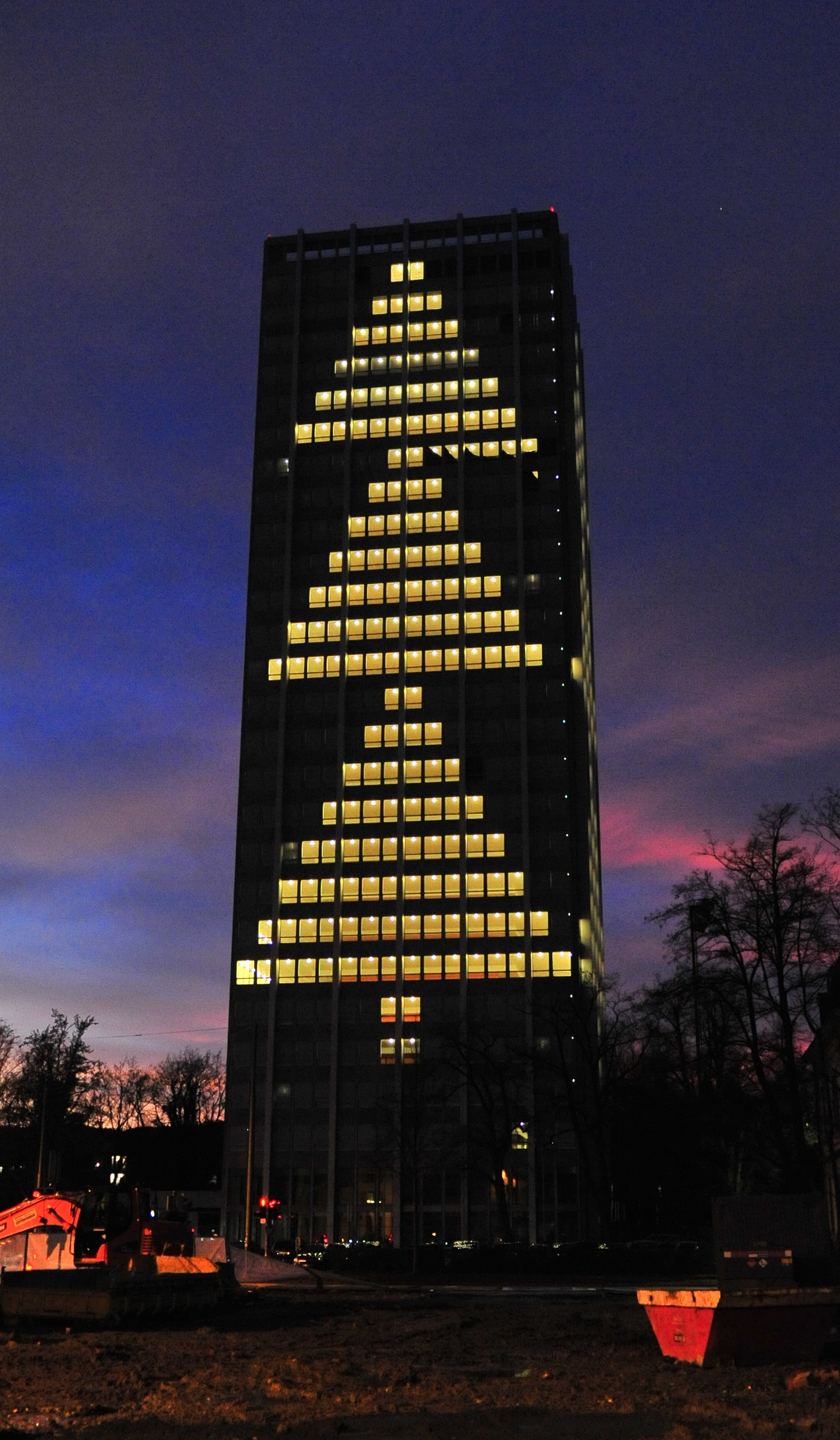
Gebäude mit Weihnachtsdekoration (2012)
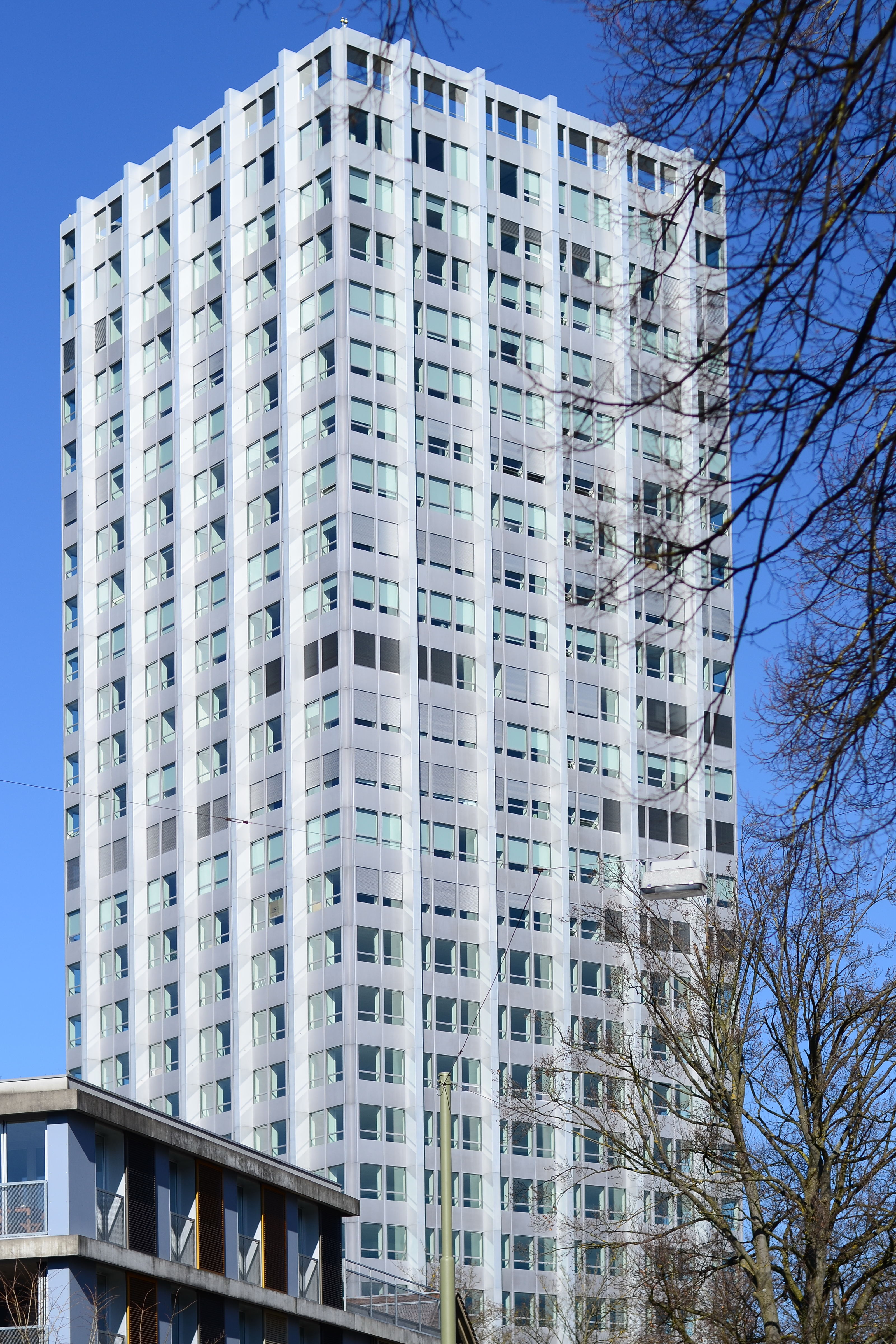
Sulzer-Hochhaus nach der Renovation (2014)

## Trivia
- In den Abend- und Morgenstunden der Adventswochenenden sowie zum Jahreswechsel wird das Hochhaus allseitig thematisch von innen beleuchtet (Tannenbaum / Sektgläser). Diese Tradition entstand bereits kurz nach Errichtung des Gebäudes, damals noch manuell mittels Schliessung der Rollläden. Nach einem Unterbruch aufgrund der Besitzerwechsel und der Sanierung des Hochhauses wird die Tradition seit 2008 fortgesetzt.[12]

## Film
- Die Hinterlassenschaft des Bruno Stefanini von Thomas Haemmerli, Kinodokumentarfilm 2025